# Тарифний розряд
Тари́фний розря́д — елемент тарифної сітки, що характеризує складність виконуваних робіт та рівень кваліфікації працівника, здатного виконувати роботу відповідної складності. Цей показник визначається за Довідником кваліфікаційних характеристик професій працівників.
Тарифний розряд характеризує складність виконуваної роботи і рівень кваліфікації робітника. Кількість тарифних розрядів залежить від наявності видів робіт, їх різноманітності, складності та умов виконання, особливостей виробництва і організації праці.
Тарифні коефіцієнти характеризують відношення тарифних ставок того чи іншого тарифного розряду до тарифної ставки першого розряду, розмір якої взято за одиницю. Величина тарифного коефіцієнта показує, у скільки разів робота, відносна до того чи іншого тарифного розряду, складніша від робіт, що тарифікуються першим розрядом. Одночасно він показує у скільки разів рівень оплати робіт (робітників), віднесених до даного конкретного тарифного розряду, перевищує рівень оплати найпростіших робіт, віднесених до першого тарифного розряду, або рівень оплати праці некваліфікованих робітників, яким присвоєно перший тарифний розряд.
У сучасних умовах на більшості підприємств застосовують шести – та восьмирозрядні тарифні сітки. Тарифні коефіцієнти та їхні співвідношення можуть установлюватися галузевими угодами. 
Тарифна сітка визначає середній тарифний коефіцієнт, величину середнього тарифного розряду, діапазон тарифних коефіцієнтів і міжрозрядні інтервальні відхилення тарифних коефіцієнтів.
Середній тарифний коефіцієнт (Кс) визначається як середньозважена величина добутку чисельності погодинників певного розряду і відповідного розряду відповідного тарифного коефіцієнта або добутку трудомісткості робіт по певному розряду і відповідного тарифного коефіцієнта для відрядників.
Співвідношення тарифних коефіцієнтів крайніх розрядів є діапазоном тарифної сітки. 